# Ангер, Александра
Александра Ангер (фин. Alexandra Ahnger; 15 мая 1859 года, Куопио — 9 сентября 1940 года, Хельсинки) — финская оперная певица, педагог по вокалу, профессор Хельсинкской консерватории (1907 — 1927). Была одной из наиболее известных вокалистов Финляндии.

## Биография
Александра Ангер родилась 15 мая 1859 года в портовом финском городе Куопио, была дочерью полковника, начальника полиции в Куопио.
Александра Ангер училась в народной школе Финляндии, потом — в Смольном институте благородных девиц в Санкт-Петербурге. Продолжила музыкальное образование в Гельсингфорсском музыкальном институте, потом в Париже (педагог—оперная певица Дезире Арто), Дрездене и Милане. Получив образование, стала оперной певицей (меццосопрано) и педагогом по вокалу. В числе её учеников Ханна Гранфелт.
С 1888 года  работала педагогом по вокалу в Хельсинки, с 1907 по 1927 год — профессор Хельсинкской консерватории, одновременно выступала на сценах финских оперных театров, давала концерты. Среди исполненных ею партий: Мария, Брангена ("Летучий голландец", "Тристан и Изольда" Рихарда Вагнера); Лиза ("Сомнамбула" Беллини), Кармен и др.
В 1904 и 1906 годах Амгер сделала шесть записей с исполнением ею шведских и финских песен. В записях принимал участие финский композитор и пианист Оскар Мериканто.  Среди учеников Александры Ангера — X. Гранфельт, Алма Кула и Эстер Нишка.
Александра Ангер скончалась 9 сентября 1940 года в городе Хельсинки.